# Jeancourt
Jeancourt es una comuna francesa situada en el departamento de Aisne, de la región de Alta Francia.

## Geografía
Está ubicada a 13 km al noroeste de San Quintín.

## Demografía
| 263 | 230 | 232 | 201 | 253 | 263 | 233 | 275 |
| Para los censos de 1962 a 1999 la población legal corresponde a la población sin duplicidades (Fuente: INSEE [Consultar]) |     |     |     |     |     |     |     |